# Billy Joe Saunders
Billy Joe Saunders (* 30. August 1989 in Hatfield) ist ein englischer Boxer und ehemaliger WBO-Weltmeister im Supermittelgewicht.

## Amateurkarriere
Billy Joe Saunders ist eines der größten englischen Boxtalente. Er lebt in Waltham Abbey bei London, ist 1,80 m groß und startete im Weltergewicht (Klasse bis 69 kg Körpergewicht). Er begann schon als Kind in der Hoddesdon Boxing Academie mit dem Boxen.
Als 17-Jähriger gewann er 2006 in Liverpool beim 4-Nationen-Cup im Weltergewicht mit Siegen über Matthew Innes aus Wales und Mike McGregor aus Schottland. Im gleichen Jahr vertrat er auch die englischen Farben in einem Box-Länderkampf gegen die USA und besiegte dabei William Jackson klar nach Punkten (34:8).
2007 wurde er in Warschau Junioren-Europameister im Weltergewicht mit Siegen über Michael Gurgacz, Polen, Ioannis Kimitsidis, Griechenland und Mladen Manew aus Bulgarien. Er holte sich auch den Meistertitel bei den Commonwealth Championships des gleichen Jahres in Liverpool. Dort besiegte er William McLaughlin aus Irland (43:21) und Joseph Blackbourne aus Neuseeland (22:8) nach Punkten und gewann über Gerard O’Mahony aus Australien durch Abbruch in der 1. Runde.
Im Februar 2008 überraschte Billy Joe Saunders die Fachwelt, als er bei dem außerordentlich gut besetzten Strandja-Turnier in Plowdiw/Bulgarien im Weltergewicht den 1. Platz belegte. Er besiegte dabei den kubanischen Meister und Olympiastarter Carlos Banteur (+24:24), den Serben Alexander Spirko (34:10), den Kasachen Kanat Orakbajew (28:6) und Ewgeni Borisow aus Bulgarien (29:19) nach Punkten. Anschließend qualifizierte er sich in Pescara/Italien beim 1. europäischen Qualifikations-Turnier für die Teilnahme an den Olympischen Spielen in Peking. Er bezwang in Pescara den russischen Meister Andrei Balanow (18:11), den Polen Michal Starbala (13:12) und Kahabaer Javina aus Georgien (15:5) nach Punkten. Im Halbfinale unterlag er gegen Alexander Stretskyy aus der Ukraine knapp nach Punkten (13:15) und besiegte im Kampf um den wichtigen dritten Platz, der zur Teilnahme in Peking berechtigt, Pavel Havalka aus der Slowakei klar nach Punkten (20:10).
Im polnischen Cetniewo gewann er dann auch bei der Meisterschaft der Europäischen Union im Weltergewicht. Er siegte dort über Tamas Sipos aus Ungarn durch Abbruch in der 1. Runde, über Mariano Hilario aus Spanien durch Abbruch in der 3. Runde und über Xavier Noël aus Frankreich (14:5) und Dieter Doehl aus Deutschland (19:6) nach Punkten.
Mit knapp 19 Jahren war Billy Joe Saunders einer der jüngsten Teilnehmer am olympischen Boxturnier in Peking. Er besiegte in der Vorrunde Adem Kılıççı deutlich mit 14:3, schied aber diesmal im Achtelfinale gegen den Kubaner Carlos Banteur mit 6:13 aus.
Erfolge
- 2007; 1. Platz bei den Junioren-Europameisterschaften in Polen
- 2007; 1. Platz bei den Commonwealth Meisterschaften in England
- 2008; 1. Platz bei den EU-Meisterschaften in Polen
- 2008; 3. Platz bei der europäischen Olympiaqualifikation in Italien
- 2008; 9. Platz bei den Olympischen Sommerspielen in China

## Profikarriere
Billy Saunders wurde nach den Olympischen Spielen Profi und boxt im Mittelgewicht. Nach 12 Siegen in Folge gewann er im April 2012 den Commonwealth-Titel durch einen K.o.-Sieg in der ersten Runde gegen Tony Hill. Nach zwei folgenden Titelverteidigungen gegen Bradley Pryce und Jarrod Fletcher gewann er im Dezember 2012 auch den Titel eines Britischen Meisters durch einstimmigen Sieg gegen Nick Blackwell. Im März 2013 verteidigte er die Titel gegen Matthew Hall.
Im Juli 2013 gewann er den Internationalen Meistertitel der WBO nach einstimmigen Punktesieg gegen den ungeschlagenen Gary O’Sullivan. Im September 2013 schlug er zudem den ebenfalls unbesiegten John Ryder.
Am 26. Juli 2014 wurde er neuer Europameister im Mittelgewicht durch einen K.o.-Sieg über den Italiener Emanuele Blandamura (22-0). Im November 2014 gelang ihm eine Titelverteidigung nach Punkten gegen Chris Eubank junior (18-0).
Am 19. Dezember 2015 boxte Saunders als Herausforderer um den WBO-Weltmeistertitel im Mittelgewicht gegen Andy Lee (34-2) und gewann dabei in Manchester durch Punkteurteil (114:112, 115:111, 113:113). Seine erste Titelverteidigung gewann er im Dezember 2016 gegen Artur Akavov (16-1).
Am 16. September 2017 besiegte er Willie Monroe (21-2) einstimmig nach Punkten. Einen weiteren einstimmigen Sieg errang er am 16. Dezember 2017 gegen David Lemieux (38-3). Im Mai 2019 gewann er gegen Shefat Isufi und wurde WBO-Weltmeister im Supermittelgewicht. Im November 2019 verteidigte er den Titel erstmals durch Knockout gegen den bis dahin unbesiegten Argentinier Marcelo Coceres (28-0).
Eine weitere Titelverteidigung gewann er am 4. Dezember 2020 einstimmig gegen Martin Murray (39-5).
Am 8. Mai 2021 kassierte er gegen den mexikanischen Superstar Canelo Álvarez (55-1-2) seine erste Niederlage. Saunders konnte den Kampf die ersten sieben Runden einigermaßen offen gestalten, wurde aber in der achten Runde durch einen Konterschlag Canelos schwer am rechten Auge verletzt, welcher einen dreifachen Bruch des Tränensacks verursachte. In der Ringpause zur neunten Runde gab Saunders Ecke den Kampf auf, da er auf dem rechten Auge nichts mehr sah.

## Liste der Profikämpfe
| 30 Siege (14 K.-o.-Siege), 1 Niederlagen, 0 Unentschieden |               |                                                   | |                                               |
| Jahr                                                      | Tag           | Ort                                               | Gegner | Ergebnis für Saunders                         |
| 2009                                                      | 28. Februar   | National Indoor Arena, Birmingham, Großbritannien | Attila Molnar | Sieg / TKO 2. Runde                           |
| 2009                                                      | 15. Mai       | The SSE Arena Belfast, Belfast, Großbritannien    | Ronny Gabel | Sieg / TKO 2. Runde                           |
| 2009                                                      | 18. Juli      | Manchester Arena, Manchester, Großbritannien      | Matt Scriven | Sieg / TKO 2. Runde                           |
| 2009                                                      | 9. Oktober    | York Hall, London, Großbritannien                 | Alex Spitko | Punktsieg / 4 Runden                          |
| 2009                                                      | 5. Dezember   | Utilita Arena, Newcastle, Großbritannien          | Lee Noble | Punktsieg / 6 Runden                          |
| 2010                                                      | 15. Mai       | Upton Park, London, Großbritannien                | Andy Butlin | Punktsieg / 6 Runden                          |
| 2010                                                      | 11. Dezember  | M&S Bank Arena, Liverpool, Großbritannien         | Tony Randell | Sieg / TKO 2. Runde                           |
| 2011                                                      | 2. April      | York Hall, London, Großbritannien                 | Turgay Uzun | Sieg / Aufgabe 2. Runde                       |
| 2011                                                      | 21. Mai       | The O2 Arena, Greenwich, Großbritannien           | Kevin Hammond | Sieg / TKO 2. Runde                           |
| 2011                                                      | 15. Oktober   | M&S Bank Arena, Liverpool, Großbritannien         | Norbert Szekeres | Sieg / TKO 1. Runde                           |
| 2011                                                      | 5. November   | Wembley Arena, London, Großbritannien             | Gary Boulden BBBofC-SA-Mittelgewicht-Meisterschaft | Punktsieg / 10 Runden                         |
| 2011                                                      | 14. Dezember  | York Hall, London, Großbritannien                 | Tommy Tolan | Sieg / TKO 1. Runde                           |
| 2012                                                      | 28. April     | Royal Albert Hall, London, Großbritannien         | Tony Hill Commonwealth-Mittelgewicht-Meisterschaft | Sieg / TKO 1. Runde                           |
| 2012                                                      | 1. Juni       | York Hall, London, Großbritannien                 | Bradley Pryce Commonwealth-Mittelgewicht-Titelverteidigung | Punktsieg (einstimmig) / 12 Runden            |
| 2012                                                      | 14. September | York Hall, London, Großbritannien                 | Jarrod Fletcher Commonwealth-Mittelgewicht-Titelverteidigung | Sieg / TKO 2. Runde                           |
| 2012                                                      | 15. Dezember  | Exhibition Centre London, London, Großbritannien  | Nick Blackwell Commonwealth-Mittelgewicht-Titelverteidigung BBBofC-Britische Mittelgewicht-Meisterschaft                                                          | Punktsieg (einstimmig) / 12 Runden            |
| 2013                                                      | 21. März      | York Hall, London, Großbritannien                 | Matthew Hall Commonwealth-Mittelgewicht-Titelverteidigung BBBofC-Britische Mittelgewicht-Titelverteidigung                                                        | Punktsieg (einstimmig) / 12 Runden            |
| 2013                                                      | 20. Juli      | Wembley Arena, London, Großbritannien             | Gary O’Sullivan WBO-International Mittelgewicht-Meisterschaft | Punktsieg (einstimmig) / 12 Runden            |
| 2013                                                      | 21. September | Copper Box, London, Großbritannien                | John Ryder Commonwealth-Mittelgewicht-Titelverteidigung BBBofC-Britische Mittelgewicht-Titelverteidigung                                                          | Punktsieg (einstimmig) / 12 Runden            |
| 2014                                                      | 26. Juli      | Phones 4u Arena, Manchester, Großbritannien       | Emanuele Blandamura EBU-Europäische Mittelgewicht-Meisterschaft                                                                                                   | Sieg / KO 8. Runde                            |
| 2014                                                      | 29. November  | Exhibition Centre London, London, Großbritannien  | Chris Eubank junior EBU-Europäische Mittelgewicht-Titelverteidigung Commonwealth-Mittelgewicht-Titelverteidigung BBBofC-Britische Mittelgewicht-Titelverteidigung | Punktsieg (geteilte Entscheidung) / 12 Runden |
| 2015                                                      | 24. Juli      | Wembley Arena, London, Großbritannien             | Yoann Bloyer | Sieg / TKO 4. Runde                           |
| 2015                                                      | 19. Dezember  | Manchester Arena, Manchester, Großbritannien      | Andy Lee WBO-Mittelgewicht-Weltmeisterschaft | Punktsieg (Mehrheitsentscheidung) / 12 Runden |
| 2016                                                      | 3. Dezember   | Lagoon Leisure Centre, Paisley, Großbritannien    | Artur Akavov WBO-Mittelgewicht-Titelverteidigung | Punktsieg (einstimmig) / 12 Runden            |
| 2017                                                      | 16. September | Copper Box, London, Großbritannien                | Willie Monroe junior WBO-Mittelgewicht-Titelverteidigung | Punktsieg (einstimmig) / 12 Runden            |
| 2017                                                      | 16. Dezember  | Place Bell, Laval, Kanada                         | David Lemieux WBO-Mittelgewicht-Titelverteidigung | Punktsieg (einstimmig) / 12 Runden            |
| 2018                                                      | 22. Dezember  | Manchester Arena, Manchester, Großbritannien      | Charles Adamu | Sieg / Aufgabe 4. Runde                       |
| 2019                                                      | 18. Mai       | Lamex Stadium, Stevenage, Großbritannien          | Shefat Isufi vakante WBO-Supermittelgewicht-Weltmeisterschaft | Punktsieg (einstimmig) / 12 Runden            |
| 2019                                                      | 9. November   | Staples Center, Los Angeles, USA                  | Marcelo Esteban Coceres WBO-Supermittelgewicht-Titelverteidigung                                                                                                  | Sieg / KO 11. Runde                           |
| 2020                                                      | 4. Dezember   | Wembley Arena, London, Großbritannien             | Martin Murray WBO-Supermittelgewicht-Titelverteidigung | Punktsieg (einstimmig) / 12 Runden            |
| 2021                                                      | 8. Mai        | AT&T Stadium, Arlington, USA                      | Saúl Álvarez WBA/WBC/WBO-Supermittelgewicht-Titelvereinigung | Niederlage / Aufgabe 8. Runde                 |
| Quelle: Billy Joe Saunders in der BoxRec-Datenbank        |               |                                                   | |                                               |